# 미카타역
미카타역(일본어: 三方駅)은 일본 후쿠이현 미카타카미나카군 와카사 정에 위치한 서일본 여객철도 오바마 선의 철도역이다. 단선 승강장 1면 1선의 구조를 갖춘 지상역이다.

## 이용 현황
| 승차 인원 추이 | 승차 인원 추이 |
| 연도           | 1일 평균       |
| -------------- | -------------- |
| 1998           | 249            |
| 1999           | 219            |
| 2000           | 210            |
| 2001           | 198            |
| 2002           | 192            |
| 2003           | 193            |
| 2004           | 163            |
| 2005           | 162            |
| 2006           | 243            |
| 2007           | 265            |
| 2008           | 235            |
| 2009           | 222            |
| 2010           | 121            |
| 2011           | 118            |
| 2012           | 100            |
| 2013           | 95             |

## 역 주변
- 국도 제27호선 · 국도 제162호선
- 정립 미카타 도서관
- 미카타 호

## 역사
- 1917년 12월 15일 : 오바마 선이 쓰루가 역 - 도무라 역 간에서 개업함과 동시에 설치. 여객 및 화물 취급 개시.
- 1961년 3월 1일 : 화물 취급 폐지.
- 1973년 4월 1일 : 무인역화.
- 1987년 4월 1일 : 일본국유철도 분할 민영화에 의해, 서일본 여객철도가 승계.

## 인접 역
| 서일본 여객철도 오바마 선  | 서일본 여객철도 오바마 선 | 서일본 여객철도 오바마 선 |
| -------------------------- | ------------------------- | ------------------------- |
| 후지이 히가시마이즈루 방면 | ■ 오바마 선               | 기야마 쓰루가 방면        |